# Friedrich Krankenhagen

Friedrich Krankenhagen als Student in Göttingen im Sommer-Semester 1873

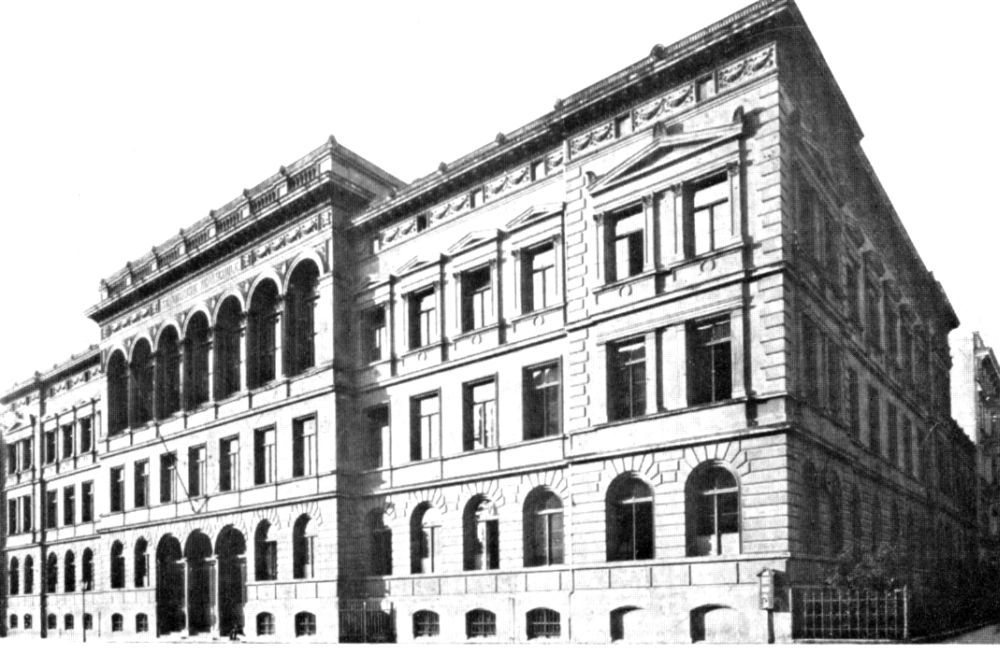
Schiller-Realgymnasium in Stettin, wo Krankenhagen seit 1913 unterrichtete

Friedrich Krankenhagen (* 1850 in Sangerhausen; † 3. März 1928 in Stettin) war ein deutscher Gymnasiallehrer, Mathematiker, Philologe und Schuldirektor in Stettin.

## Leben und Wirken
Krankenhagen wurde 1850 als Sohn eines Lederhändlers in der preußischen Kreisstadt Sangerhausen geboren. Nach bestandenem Abitur ging er zum Studium der Mathematik und der Naturwissenschaften an die Universität Leipzig und später nach Göttingen an die Georg-August-Universität. Dort trat er 1873 in die Verbindung Holzminda ein. Sein Examen legte er am 8. August 1874 ab, wurde im selben Jahr promoviert und ging ans Realgymnasium nach Malchin, wo er jedoch nur einige Jahre blieb. Nachdem er dort geheiratet hatte, nahm er zum 1. April 1880 einen Ruf als Oberlehrer am Schillergymnasium in Stettin an, wo er am 1. Oktober 1913 zum Schuldirektor ernannt wurde. Im Alter von 70 Jahren ging er 1920, mittlerweile zum Professor und Geheimrat ernannt, in den Ruhestand.
Friedrich Krankenhagen stand einige Jahre an der Spitze des Pommerschen und Stettiner Philologenvereins, war Mitglied im Preußischen Philologenverband und Ehrenmitglied der pommerschen Philologenschaft.

## Veröffentlichungen
- Ueber die Integration der partiellen Differentialgleichungen erster Ordnung. Dissertation Universität Göttingen 1874.
- Ueber die Transformation zweier Systeme gewöhnlicher Differentialgleichungen. Malchin 1880.
- Beitrag zum Studium der barometrischen Minima und Maxima. Stettin 1885.
- Chrono-Isothermen für Stettin. Eine Darstellung des täglichen und jährlichen Ganges der Temperatur durch ein einziges Kurvensystem unter Benutzung 50-jähriger Beobachtungen. Stettin 1891.
- Katalog der Lehrer-Bibliothek des Schiller-Realgymnasiums zu Stettin. Stettin 1894.